# Khánh Dương (xã)
Khánh Dương là một xã nằm ở phía bắc huyện Yên Mô, tỉnh Ninh Bình, Việt Nam.

## Địa lý
Xã Khánh Dương nằm ở phía bắc huyện Yên Mô, cách trung tâm thành phố Ninh Bình 12 km, nằm bên bờ sông Vạc, có vị trí địa lý:
- Phía đông và phía bắc giáp huyện Yên Khánh
- Phía nam giáp xã Khánh Thịnh
- Phía tây giáp xã Khánh Thượng.

Xã Khánh Dương có diện tích 5,51 km², dân số năm 2019 là 5.561 người, mật độ dân số đạt 1.009 người/km².

## Văn hóa
Dưới thời Lê, ở Thạch Lỗ ngũ thôn, nay là các xã Khánh Dương, Khánh An, Khánh Thịnh thuộc 2 huyện Yên Khánh, Yên Mô các hậu duệ Tạ Đại Lang, Tạ Đại Thanh là Tạ Nhân Thọ, Tạ Nhân Niên, Tạ Nhân Khả đều có công lớn và được phong công hầu khanh tướng.